# 22 г. пр.н.е.
22 (двадесет и втора) година преди новата ера (пр.н.е.) е обикновена година, започваща в неделя, понеделник или вторник, или високосна година, започваща в събота или неделя по юлианския календар.

## Събития

### В Римската империя
- Консули на Римската империя са Марк Клавдий Марцел Езернин и Луций Арунций.
- Император Август отказва поста на пожизнен цензор и назначава Павел Емилий Лепид и Луций Мунаций Планк за цензори.[1]
- Глад и болестни епидемии в Италия, наводнения и народни въления в Рим. Въпреки настояването на народа, Август отказва да поеме поста на диктатор, но приема отговорността за снабдяване със зърно (cura annonae).[1]
- Марк Прим, бивш проконсул на провинция Македония, е изправен пред съд по обвинения за водене на незаконна война (без изричното съгласие на сената) срещу одрисите. По време на процеса защитникът на подсъдимия Луций Мурена влиза в словесен конфликт с Август и не успява да го спаси от осъждане.[1]
- Заговорът на Фаний Цепион срещу Август е разкрит. Сред осъдените на смърт като заговорници е Мурена.[1]
- 1 септември – осветен е Храмът на Юпитер Тонант (Iupitter Tonans, Юпитер Гръмовержец) на Капитолия.[2]
- Август заминава на обиколка в Сицилия и източните провинции (22 – 19 г. пр.н.е.).
- Втора военна кампания на римския префект на Египет Гай Петроний срещу Куш. Римското върховенство е потвърдено, а пратениците на владетелката на това царство са препратени от Петроний на остров Самос, където договарят благоприятни мирни условия с император Август.[3]
- Статутът на провинциите Кипър и Нарбонска Галия е изменен в сенатска провинция.[4]

#### В Юдея
- Ирод Велики започва строителството на нов град на мястото на незначителното селище „Кулата на Стратон“. При завършването на проекта през 10 г. пр.н.е. селището получава името Цезареа Маритима в чест на Август.[5]

## Починали
- Марк Прим, проконсул на провинция Македония
- Луций Лициний Варон Мурена, римски политик